# Scott Nydam
Scott Nydam (Denver, 9 d'abril de 1977) fou un ciclista estatunidenc, professional des del 2007 fins al 2010.

## Palmarès
- 2008
  - Classificació de la muntanya a la Volta a Califòrnia